# ريجنالد بيل
ريجنالد بيل (11 ديسمبر 1894 في أستراليا - 19 نوفمبر 1960 في نيوزيلندا) (بالإنجليزية: Reginald Bell)‏ هو لاعب كريكت نيوزلندي.

## وصلات خارجية
- ريجنالد بيل على موقع إي آس بي آن كريك إنفو (الإنجليزية)